# Pancorius animosus
Pancorius animosus är en spindelart som beskrevs av George William Peckham och Elizabeth Maria Gifford Peckham 1907. Pancorius animosus ingår i släktet Pancorius och familjen hoppspindlar. Inga underarter finns listade i Catalogue of Life.